# Гундлах, Рудольф
Рудольф Гундлах (пол. Rudolf Gundlach, Рудольф Гундлях, 28 марта 1892 г. — 1957 г.) — польский инженер-конструктор, майор Войска польского, изобретатель панорамного танкового перископа.

## Биография
Окончил Рижский политехнический институт. Во время учёбы принадлежал к польской студенческой корпорации Veletia. В 1924 году стал офицером 4-го автомобильного дивизиона в Лодзи. 18 февраля 1930 года был произведен в чин капитана автомобильных войск. С 1932 года работал в варшавском Военном институте инженерных исследований. Вплоть до Второй Мировой войны руководил Отделом проектов и конструкций Бюро технических исследований бронетанковых войск в чине майора. В 1938—1939 годах был членом редакционной коллегии журнала Przegląd Wojsk Pancernych (Обозрение бронетанковых войск).
После оккупации Польши в 1939 году через Румынию переехал во Францию. Работал в Бюро военной промышленности при Министерстве промышленности Правительства Польши в изгнании, а затем в самом министерстве. Из-за проблем со здоровьем не эвакуировался в Великобританию и остался в Вишистской Франции.
В результате долгого судебного разбирательства в 1947 году получил значительную выплату от некоторых производителей, использовавших его патент на перископ. Полученное вознаграждение позволило Гундлаху купить ферму под Парижем, где он провел остаток дней.

## Разработки
В 1929 году был главным проектировщиком бронеавтомобиля Ursus wz. 29. Курировал работы над другими видами бронетехники, в том числе танком 7TP и прототипом танка 10TP.
В 1934 году сделал свое наиболее известное открытие: панорамный танковый перископический прибор (также «перископ Гундлаха», Vickers Tank Periscope MK.IV, MK.IV). Перископ обеспечивал хороший обзор без необходимости поворачивать голову, а также давал возможность быстрой смены поврежденной призмы.
Прибор Гундлаха нашел широкое применение в Польской армии (танки 7TP, 10TP, танкетки TKS), а после продажи патента британской фирме Vickers-Armstrong за 1 злотый — в армии Великобритании (танки Mk.VI «Крусейдер», «Черчилль», Mk.III «Валентайн», Mk.VIII «Кромвель»).
Копии перископа Гундлаха применяли в армии США (перископ M6 в танках M3 и M5 «Стюарт», M4 «Шерман»), а с 1943 года — в СССР (танки Т-34 и Т-70). С 1941 года перископом оборудовали бронетехнику стран Оси.
Технологию продолжают применять до настоящего времени.

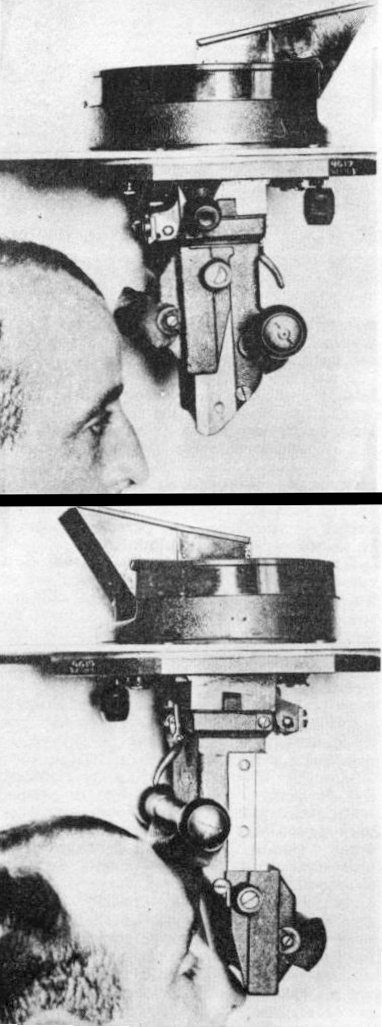
Внешний вид перископа Гундлаха.
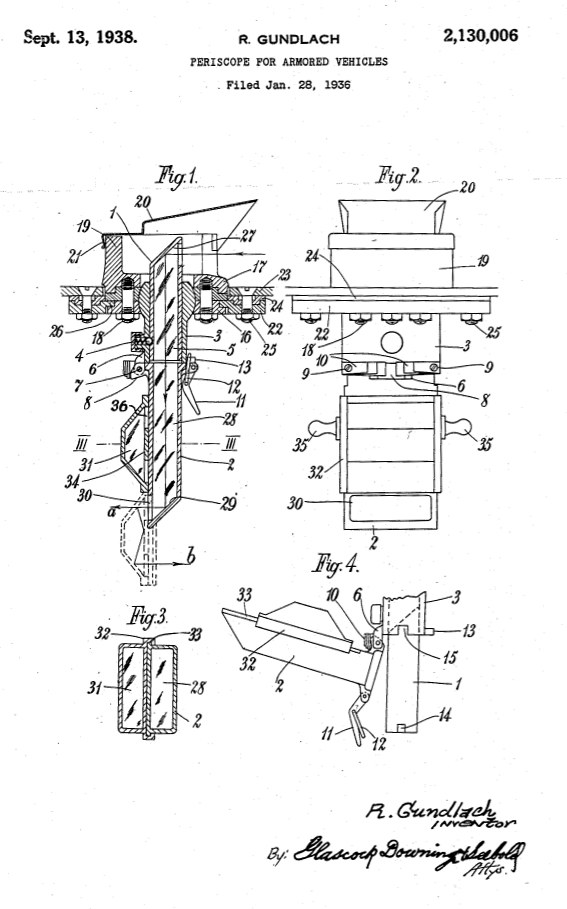
Схема перископа Гундлаха из американского патента 3 января 1936 г.

## Награды
- Серебряный Крест Заслуги
- Знак бронетанковых войск